# 段和誉
大理宪宗段和誉（1083年—1176年），又名段正严、段政严，白族，是北宋時期大理國的君主，是段氏後大理國最長壽的君主，段氏大理国第十六世皇帝。

## 生平
1108年，段和譽父親段正淳（中宗文安帝）禅位为僧，段和誉继位成为高泰明还政段氏之后大理国第2世皇帝。翌年改元日新。段和誉在位时勤于政事，但是由于高氏势力内讧而造成政局动荡，在任期间没有改善高氏各派专权的局面。段和誉在位大理國君主39年，廟號宪宗，谥号宣仁帝。年號分別有日新、文治、嘉永、保天、廣運。中元节，各方进贡金银、罗绮、犀象、珍宝万计，牛马布满点苍山。文治元年（1110年），三十七蠻部叛亂，由大理布燮（即相國）高泰明平定，並派第4子高明清於鄯闡鎮守。宋徽宗政和六年（1116年），封高泰明为平国公。不久，高泰明卒，由高泰运主国事。高泰明生有8子，其中高智昌因犯罪在流放而死。其部下伊、何二人策劃為高智昌報仇，乘段和誉入寺進香時暗殺他，幸好事露被擒。段和譽嘉許他們的忠義，赦免他們，想要免罪加官，二人不从，自愿赴死，处决后，並為他們建立義士塚。同年，派遣李紫琮、李伯祥为正副使入宋进贡。政和七年（1117年），抵宋京师开封府，进献马三百八十匹、麝香、牛黄、细毡等物。段和譽被宋朝冊封為金紫光祿大夫、檢校司空、雲南節度使、上柱國、大理國王。宋徽宗宣和元年（1119年），三十七部再度起事，攻克鄯阐，高明清戰死。群臣認為高昇泰之姪高量成有賢德，請立為宰相，號中國公。宋高宗紹興17年（1147年）2月，三十七蠻部再度叛亂，攻陷鄯闡。同年，出师镇压慕宁远矣空破马地方”起事，大败。因為諸子內爭外叛，段和譽傳位於其子段正興（景宗正康帝），避位為僧，法名廣弘。盛德元年（1176年）去世，享壽94歲。庙号宪宗，谥号宣仁皇帝。金庸小說《天龙八部》中的主角之一段誉即是以段和誉為原型人物。

## 家庭
- 子女[9]
  - 段正興
  - 昭慶公主

## 影視形象

### 電影
| 年份   | 地區 | 作品                     | 演員   |
| 2018年 | 中國 | 《大理段正严之西域幻梦》 | 王文杰 |

### 综艺节目
| 年份   | 地區 | 作品                  | 演員   |
| 2018年 | 中國 | 《国家宝藏 (第二季)》 | 佟大为 |